# Dorpskerk Bodegraven

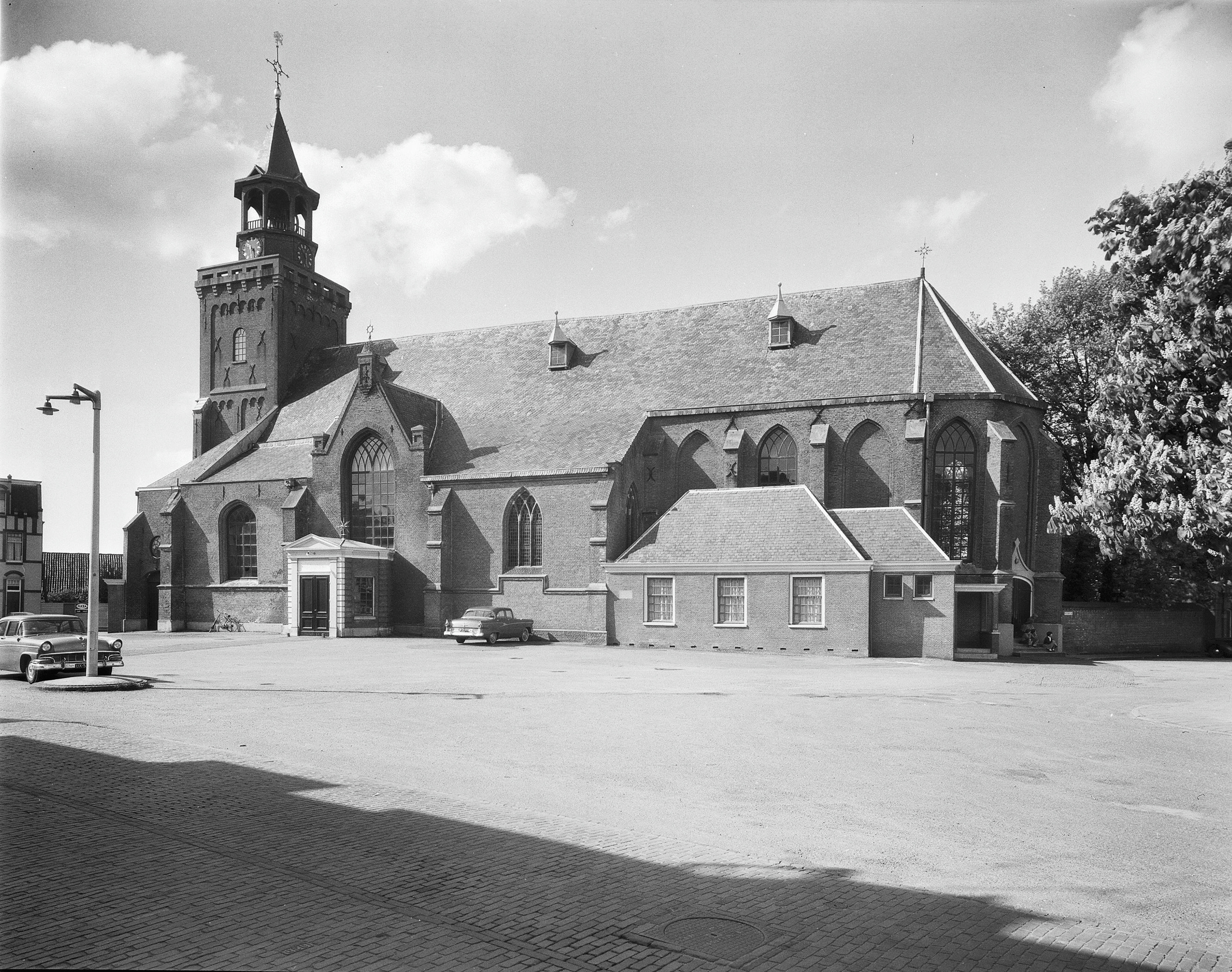
Die Dorpskerk Bodegraven

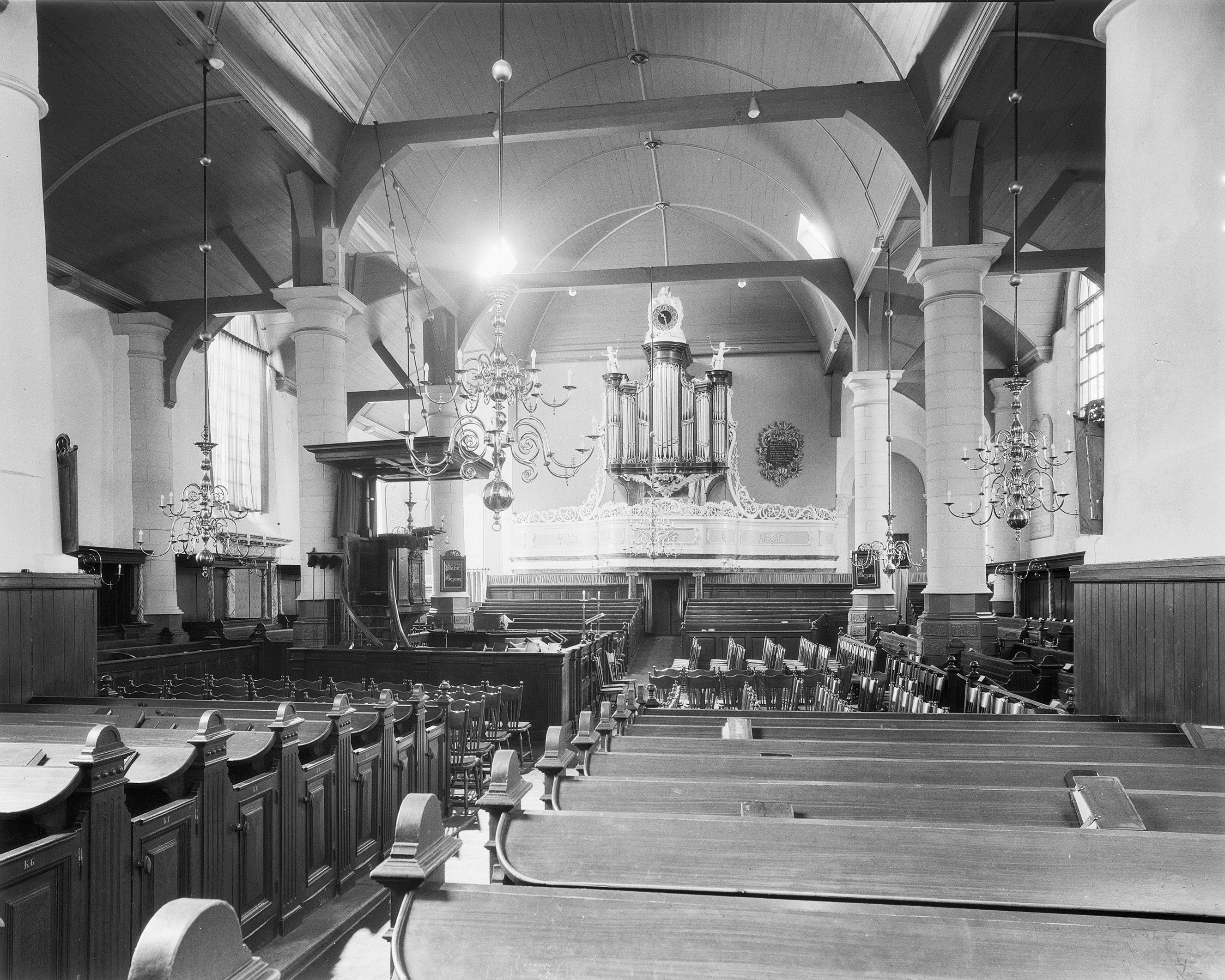
Blick in das Innere Richtung Chor, wo die Orgel aufgestellt ist

Die Dorpskerk (deutsch: Dorfkirche) ist das Kirchengebäude einer reformierten Gemeinde innerhalb der Protestantischen Kirche in den Niederlanden in Bodegraven in der Provinz Südholland in den Niederlanden. Das Kirchenschiff sowie der Turm der Kirche sind seit dem Jahr 1972 als Rijksmonumente eingestuft.

## Geschichte
Die bis zur Einführung der Reformation zu Ehren des heiligen Gallus geweihte Kirche ist eine dreischiffige spätgotische Kirche mit einem fünfseitig geschlossenen Chor und einem dreiteiligen Turm mit einer achtseitigen Holzlaterne. Der Turm mit Lisenen und Rundbogenfriesen stammt vermutlich im Kern aus dem 15. Jahrhundert. Der Chorraum wurde zu Beginn des 16. Jahrhunderts errichtet. Nach Brandstiftung durch französische Truppen im Jahr 1672 wurde das Kirchenschiff aus dem 16. Jahrhundert 1674 niedriger wiederaufgebaut, dabei wurden die Arkadenbögen von den Seitenschiffen zum Mittelschiff nicht wieder hergestellt. Auf der Südseite der Kirche befindet sich ein Portal aus dem 18. Jahrhundert mit Pilastern und Giebel. Der Konsistoriumsraum an der Südseite des Chores stammt aus dem Jahr 1829. Die hölzernen Kirchenfenster und die hölzerne Turmlaterne wurden im Zuge einer Kirchenrestaurierung um 1970 eingefügt. Der im Kern spätmittelalterliche Turm wurde im 19. Jahrhundert vollständig mit neuem Steinmaterial umhüllt und mit einem Unterbau versehen. Die Windfahne wurde 1748 gefertigt.
Der Innenraum der Kirche ist mit hölzernen Tonnengewölben mit Zugbalken aus dem Jahr 1674 bedeckt. Zur Kirchenausstattung gehören Kanzel und ein Taufgitter mit Kupferlesepult, entstanden um 1672, sowie mehrere Bänke, Psalmtafeln und ein hölzerner Portalrahmen aus dem 18. Jahrhundert. Die von Hendrik Herman Hess 1761 erbaute Orgel verfügt über ein reich geschnitztes Orgelgehäuse im Louis-XV-Stil von D. van der Wagt. Hinter der Orgel befindet sich eine bemalte Holztrennwand als Chorabschluss. Die Kirche enthält auch mehrere Grabsteine aus dem 17. und 18. Jahrhundert.